# Chandannagar
Chandannagar (bengali চন্দননগর) är en stad vid Huglifloden i den indiska delstaten Västbengalen, och är belägen i distriktet Hugli. Staden, Chandannagar Municipal Corporation, ingår i Calcuttas storstadsområde och hade 166 867 invånare vid folkräkningen 2011.
Staden och dess närmaste omgivningar utgjorde fransk besittning till 1954 under namnet Chandernagore. Kolonin hade 1903 en yta av 9,4 km² och 25 844 invånare. Fransmännen hade faktori där redan 1676, och 1688 avträdde Aurangzeb staden och dess område till det franska ostindiska kompaniet. 1757 togs det av lord Clive, som förstörde befästningarna, återgavs 1763, intogs ånyo 1793 och återgavs definitivt till Frankrike först 1816.